# فرانکلین سنتر
فرانکلین سنتر، (به انگلیسی: Franklin Center) آسمان‌خراش ۶۰ طبقه به ارتفاع ۲۷۰ متر، با کاربری اداری-تجاری است، که در شهر شیکاگو، ایلینوی مستقر می‌باشد. پروژه ساخت این ساختمان در سال ۱۹۸۶ آغاز شد و در سال ۱۹۸۹ تکمیل و افتتاح گردید. دفتر مرکزی شرکت تلفن و تلگراف آمریکا در این ساختمان قرار دارد.